# 91:an-stipendiet
91:an-stipendiet till Rudolf Peterssons minne var en utmärkelse som instiftades 1974 av förlaget Semic Press för svenska serietecknare, manusförfattare, eller andra främjare av svenska serier och svensk serieproduktion.
Priset bestod av en 91:an Karlsson-statyett i mässing samt en penningsumma av varierande storlek.
Första stipendiet delades ut under Hallands regementes 350-årsfirande av hertigen av Halland prins Bertil, det vill säga på regementet där Rudolf Petersson gjort sin militärtjänst. Senare blev det tradition att dela ut priset vid en ceremoni utanför Stallmästaregårdens lusthus i Solna.
Som ett ytterligare inslag vid prisceremonin 1987 hedrades Ebbe Zetterstad med ett eget diplom, för hans pionjärgärning inom serietidningsbranschen. Utdelare i det fallet var Semic Press vd Jan Lindell.
Sista kända 91:an-stipendiet delades ut 1996, fem dagar före hundraårsminnet av Rudolf Peterssons födelse. Ungefär ett år senare såldes serietidningsdelen av Semic Press till danska mediekoncernen Egmont och stipendiets utdelning upphörde.

## Pristagare
| År   |                             | Mottagare                   | Summa (SEK)                 | Motivering | Prisceremoni                | Prisceremoni                       | Prisceremoni                | Ref.                        |
| År   | datum                       | Mottagare                   | Summa (SEK)                 | Motivering | plats                       | utdelare                           |                             | Ref.                        |
| ---- | --------------------------- | --------------------------- | --------------------------- | --- | --------------------------- | ---------------------------------- | --------------------------- | --------------------------- |
| 1974 |                             | Nils Egerbrandt             | 5 000                       | "1974 års stipendium till konstnären Rudolf Peterssons minne har av juryn enhälligt tilldelats Nils Egerbrandt, som med inspiration och skicklighet fullföljt Rudolf Peterssons livsgärning. Nils Egerbrandt uttrycker i sina teckningar och manuskript en konstnärlighet som i kombination med värme och humor uppskattas av både gamla och unga och som därmed för vidare den publicistiska traditionen inom svenskt skämtlynne." | 1974-05-19                  | Hallands regemente, Halmstad       | prins Bertil                | [ 1 ] [ 6 ] [ 3 ] [ 7 ]     |
| 1975 |                             | Torsten Bjarre              | 5 000                       | "1975 års stipendium till konstnären Rudolf Peterssons minne har av juryn enhälligt tilldelats Torsten Bjarre för den inspiration och uttrycksfullhet med vilken han tecknar Flygsoldat 113 Bom, Lilla Fridolf och Oskar. Torsten Bjarre uttrycker i sina teckningar och manuskript en konstnärlighet som i kombination med värme och humor uppskattas av både gamla och unga och som därmed för vidare den publicistiska traditionen inom svenskt skämtlynne." | 1975-06-12                  | Halmstad                           | Rune Jarbin                 | [ 8 ] [ 9 ] [ 10 ] [ 11 ]   |
| 1976 |                             | Jan Lööf                    | 6 000                       | "1976 års stipendium till konstnären Rudolf Peterssons minne har av juryn enhälligt tilldelats Jan Lööf för den inspiration och uttrycksfullhet med vilken han skapat Felix och Ville. Jan Lööf har med sina teckningar och manuskript förnyat och berikat den svenska seriekonsten, och det begränsade utbudet av nya svenska serier gör hans insats extra värdefull." | 1976-05-27                  | Stora scenen på Liseberg, Göteborg | Sture Hegerfors             | [ 12 ] [ 13 ] [ 14 ] [ 15 ] |
| 1977 |                             | Sture Hegerfors             | 7 000                       | "1977 års stipendium till konstnären Rudolf Peterssons minne har av juryn enhälligt tilldelats Sture Hegerfors för hans banbrytande insats att sprida kunskap om seriekonsten. Sture Hegerfors målmedvetna arbete som författare och kritiker har i hög grad bidragit till att skapa debatt om serier och höja deras status. Han har också grundat Svenska Serieakademin och medverkat till tillkomsten av Seriefrämjandet och Seriemuseet i Göteborg." | 1977-06-05                  | Vid Landalasjön, I 16, Halmstad    |                             | [ 16 ] [ 17 ] [ 18 ]        |
| 1978 |                             | Gösta Gummesson             | 7 500                       | "1978 års stipendium till konstnären Rudolf Peterssons minne har av juryn enhälligt tilldelats Gösta Gummesson för den inspiration och uttrycksfullhet med vilken han tecknar Åsa-Nisse. Han uttrycker i sina teckningar och manuskript en konstnärlighet som i kombination med värme och humor uppskattas av både gamla och unga och som därmed för vidare den publicistiska traditionen inom svenskt skämtlynne." | 1978-06-04                  | Halmstad                           |                             | [ 19 ]                      |
| 1979 |                             | Rune Andréasson             | 10 000                      | "1979 års stipendium till konstnären Rudolf Peterssons minne har av juryn enhälligt tilldelats Rune Andreasson för den inspiration och fantasi med vilken han skapar Bamse och Pellefant. Rune Andreasson har genom sitt fina sätt att kombinera text och bild berikat den svenska seriekonsten och det begränsade utbudet av nya svenska serier gör hans insats extra värdefull." | 1979-06-21                  |                                    |                             | [ 20 ] [ 21 ] [ 22 ]        |
| 1980 |                             | Gunnar Persson              | 10 000                      | "1980 års stipendium till konstnären Rudolf Peterssons minne har av juryn enhälligt tilldelats Gunnar Persson för hans inspirerande insats som manusskribent och tecknare inom svensk seriekonst. Gunnar Persson har på ett pietetsfullt sätt utvecklat och förnyat den svenska serieklassikern Kronblom." |                             | Stallmästaregården, Solna          | Kurt Björkman               | [ 23 ] [ 24 ] [ 25 ]        |
| 1981 |                             | Magnus Knutsson             | 10 000                      | "1981 års stipendium till konstnären Rudolf Peterssons minne har av juryn enhälligt tilldelats Magnus Knutsson för hans insatser i Seriefrämjandet och dess tidskrift Bild & Bubbla. Magnus Knutsson har arbetat målmedvetet som författare och kritiker. Hans insatser har i hög grad bidragit till att höja seriernas status och skapa debatt." | 1981-06-18                  | Stallmästaregården, Solna          | Kurt Björkman               | [ 26 ] [ 27 ] [ 28 ] [ 4 ]  |
| 1982 |                             | Ola Ericson                 | 12 000                      | För noggrann, realistisk och personlig tecknarkonst. | 1982-06-24                  | Stockholm                          |                             | [ 29 ] [ 30 ] [ 31 ] [ 32 ] |
| 1983 |                             | Max Lundgren                | 15 000                      | "1983 års stipendium till konstnären Rudolf Peterssons minne har av juryn enhälligt tilldelats Max Lundgren för den skicklighet och säkra känsla med vilken han lyckats överföra sina populära idrottsböcker Åshöjden och IFK Trumslagaren till serieform. Max Lundgren är i hög grad ungdomens litteräre idol. Hans stora insikt i idrottens innersta väsen och starka och sociala engagemang återspeglas i hans seriemanus och de fängslar en bred publik." | 1983-06-03                  | Stockholm                          |                             | [ 33 ] [ 34 ] [ 35 ]        |
| 1984 |                             | Rolf Gohs                   | 15 000                      | "1984 års stipendium till konstnären Rudolf Peterssons minne har av juryn enhälligt tilldelats Rolf Gohs för hans unika insatser inom svensk seriekonst. Rolf Gohs har på ett versatilt sätt förenat filmens berättarteknik med grafisk realism och uttryckskraft. Med serier som 'Mannen från Claa' och 'Mystiska Tvåan' har han visat prov på sin kreativa spännvidd och begåvning." | 1984-06-14                  | Stallmästaregården, Solna          |                             | [ 36 ] [ 37 ] [ 38 ]        |
| 1985 |                             | Ulf Jansson                 | 15 000                      | "1985 års stipendium till konstnären Rudolf Peterssons minne har av juryn enhälligt tilldelats Ulf Jansson för hans nyskapande insatser inom svensk seriekonst. Ulf Jansson har på ett kongenialt sätt lyckats transformera den franska äventyrsserien i humorstil till svensk miljö och svenska förhållanden. Från serier som "Snells Express", "Klara Kvist" (i Vi) till dagens "Ratte" – med lika föredömligt aktuella som vassa karikatyrer av våra "makthavare" i söndagsnumren av Aftonbladet – har han i elegant serieform visat oss nya vägar rakt in i "folkhemmet"." | 1985-06-14                  | Stallmästaregården, Solna          |                             | [ 39 ] [ 40 ]               |
| 1986 |                             | Lena Furberg                | 15 000                      | "Lena Furberg har nu i över ett decennium på ett utomordentlig personligt och charmfullt sätt författat och tecknat den populära serien om hästen MULLE." "Att Mulle-serien just nu håller på att vinna internationell uppmärksamhet är bästa tänkbara betyg åt hennes breda register". | 1986-06-13                  | Stallmästaregården, Solna          |                             | [ 41 ] [ 42 ]               |
| 1987 |                             | Hans Lindahl                | 15 000                      | Han är "något så ovanligt som en realistisk serietecknare av den gamla goda klassiska sorten – den ende av internationell kaliber som kommit fram i vårt land på flera decennier". |                             | Stallmästaregården, Solna          |                             | [ 43 ] [ 44 ] [ 5 ]         |
| 1988 | Inget stipendium delades ut | Inget stipendium delades ut | Inget stipendium delades ut | Inget stipendium delades ut | Inget stipendium delades ut | Inget stipendium delades ut        | Inget stipendium delades ut | [ 2 ]                       |
| 1989 | Inget stipendium delades ut | Inget stipendium delades ut | Inget stipendium delades ut | Inget stipendium delades ut | Inget stipendium delades ut | Inget stipendium delades ut        | Inget stipendium delades ut | [ 2 ]                       |
| 1990 |                             | Janne Lundström             | 15 000                      | | 1990-06-13                  | Stallmästaregården, Solna          |                             | [ 45 ] [ 46 ]               |
| 1991 |                             | Krister Petersson           | 25 000                      | "I sin serie Uti vår hage skildrar Krister Petersson på ett träffande sätt vanliga och udda människors vardag i en värld fylld av triviala händelser blandade med absurda överdrifter". | 1991-06-14                  | Stallmästaregården, Solna          |                             | [ 47 ]                      |
| 1992 |                             | Jonas Darnell               | 25 000                      | | 1992-06-04                  | Karlbergs slott, Solna             |                             | [ 48 ] [ 49 ] [ 50 ]        |
| 1993 |                             | Charlie Christensen         | 25 000                      | "Med serien Arne Anka – introducerad 1984 i tidningen 299 och sedan åtskilliga år regelbundet publicerad i tidningarna Metallarbetaren och CityNytt – har Charlie Christensen med avstamp i amerikansk serietradition utvecklat ankgenren och gjort den svensk, modern samt lika drastisk som intellektuell. Även om Arne har svårt att erövra storstadens storbystade kvinner, lyckas han dock överlista såväl Walt Disney som sig själv. Men en knivskarp satirisk udd och ett absolut gehör för sin samtid lyckas Chnstensen i både ord och bild fånga framförallt stockholmska miljöer och människor/djur på ett sätt som har mycket svårt att finna sin like i den samtida konsten och litteraturen." | 1993-06-18                  | Stockholm                          |                             | [ 51 ] [ 52 ] [ 53 ]        |
| 1994 |                             | Lena Ackebo                 | 25 000                      | "Hennes ytterst särpräglade och originella sätt att teckna har genom åren renodlats mot en allt högre grad av stilisering, samtidigt som orden fått en allt större betydelse. Med nedslag överallt i det typiskt svenska fångar hon – och avslöjar – vår samtid i all dess patetiska charm." | 1994-06-10                  | Stallmästaregården, Solna          |                             | [ 54 ] [ 55 ] [ 56 ]        |
| 1995 |                             | Patrik Norrman              | 25 000                      | "[---] Patrik Norrmans gärning som serieskapare har en stor spännvidd och följer utvecklingen utan att därför förlora den originalitet som vi lärt känna och uppskatta i en rad olika serietidningar". "I sin samtidssatir, antingen handlingen är förlagd till nu- eller dåtid, är han lika sylvass i såväl manus som i bild. Den som inte passar sig, skulle man kunna säga, får omedelbart en nos". | 1995-06-12                  | Stallmästaregården, Solna          |                             | [ 57 ] [ 58 ] [ 59 ]        |
| 1996 |                             | Monica Hellström            | 25 000                      | "Med ett känsligt öra för tidens språk och en driven linjeföring har Monica Hellström etablerat sig som betydelsefull serieskapare i 'Den Nya Svenska Serieskolan' genom att på ett personligt sätt skildra 'hur landet ligger'". | 1996-06-12                  | Stockholm                          |                             | [ 60 ] [ 61 ] [ 62 ]        |

## Bildgalleri

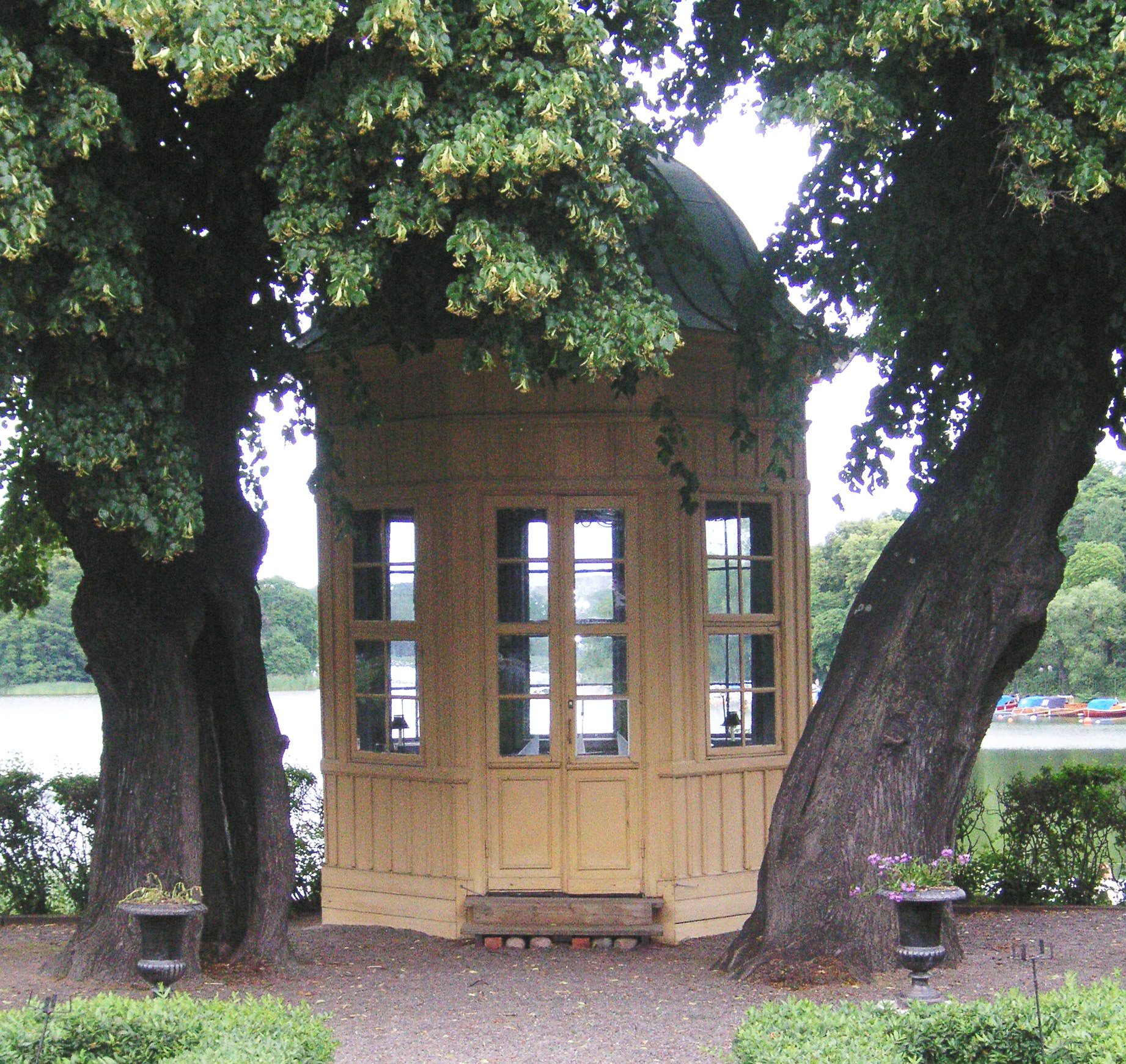
Återkommande utdelningsplats: utanför Stallmästaregårdens lusthus i Solna.
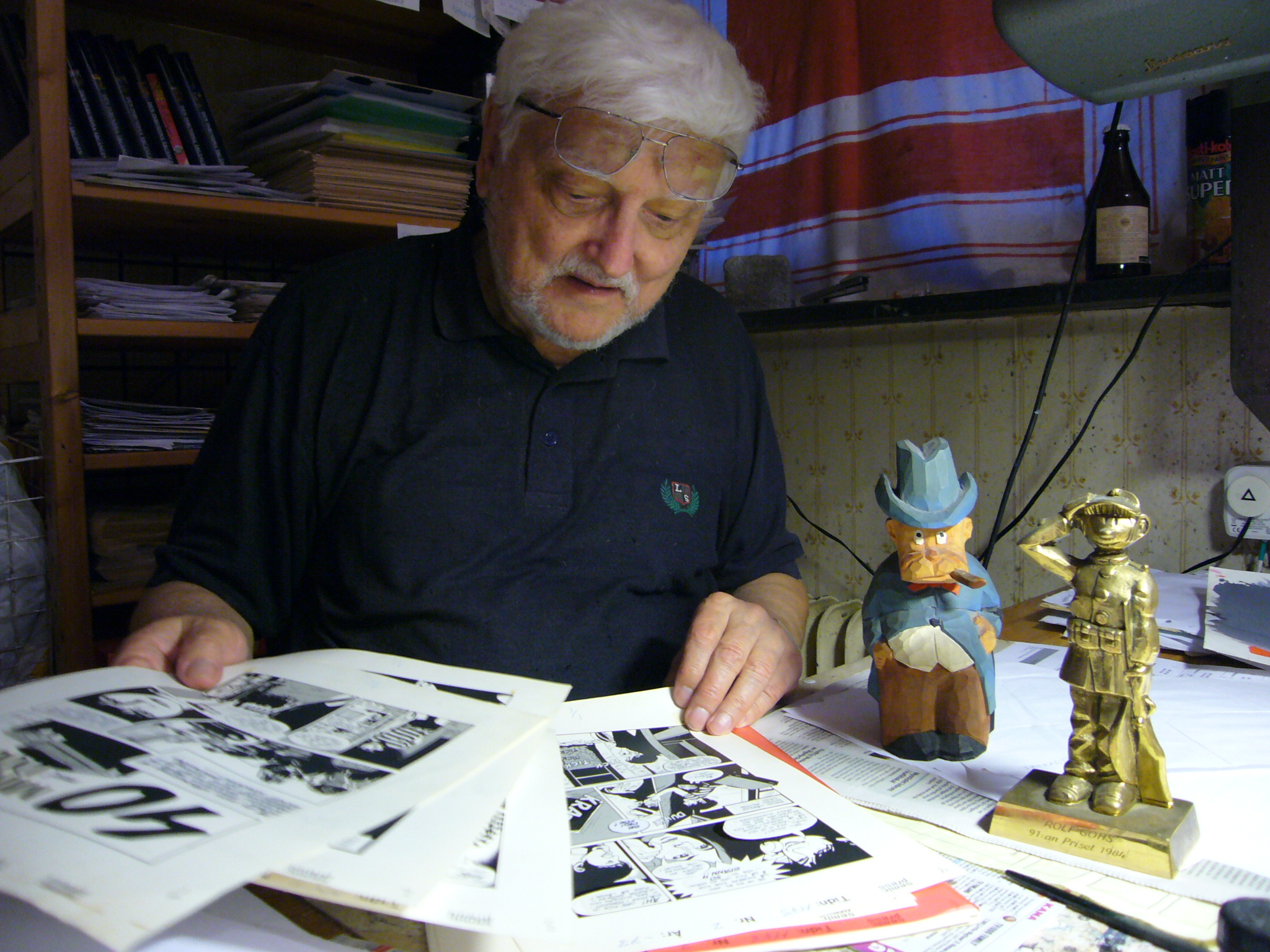
Rolf Gohs tog emot 91:an-stipendiet 1984 (foto från 2010).